# 1574

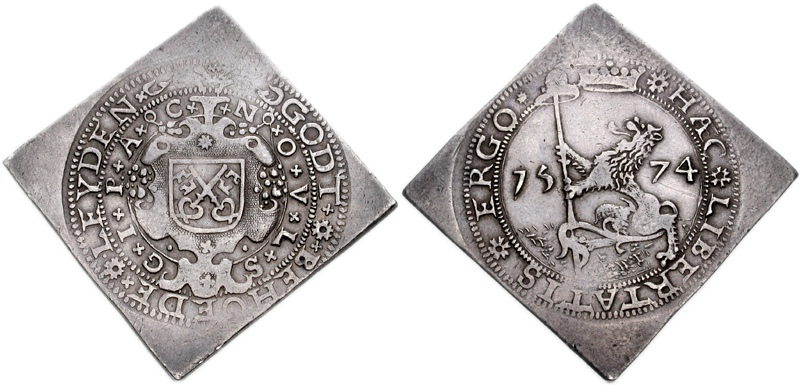
Belegeringsmunt van Leiden

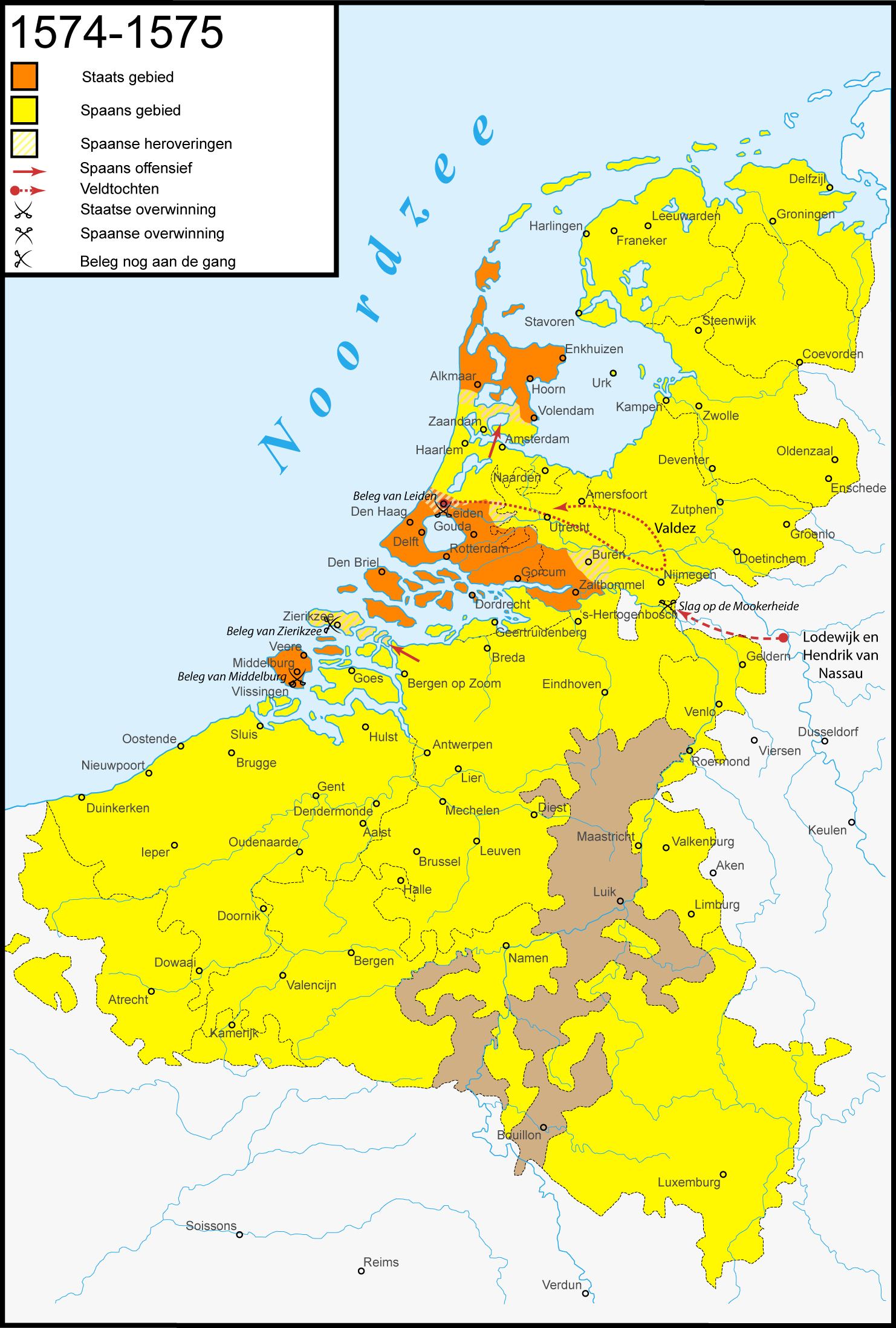
De Nederlandse Opstand in 1574-'75

Het jaar 1574 is het 74e jaar in de 16e eeuw volgens de christelijke jaartelling.

## Gebeurtenissen
januari
- 29 - Slag bij Reimerswaal tussen de Spaanse hoofdvloot onder Glimes en Romero en de geuzenvloot onder Lodewijk van Boisot en Joost de Moor. De Spaanse vloot wordt verslagen.

februari
- 18 - Alva's stadhouder in Zeeland, De Mondragón, sluit in Fort Rammekens een akkoord: hij geeft Middelburg over aan Willem van Oranje. Zijn garnizoen en de katholieke priesters krijgen op 21 februari vrije aftocht. De Abdij van Middelburg wordt ingericht als zetel van het gewestelijk bestuur. In de stad wordt de eerste Waalse kerk gesticht; een Franstalige reformatorische kerk voor de vluchtelingen uit de Zuidelijke Nederlanden.
- 23 - In Frankrijk begint de 5e Hugenotenoorlog. Hendrik I van Guise stelt zich aan het hoofd van de radicale katholieken.

maart
- 4 - Lodewijk van Boisot wordt benoemd tot luitenant-admiraal van Holland (en West-Friesland) en Zeeland samen.

april
- 14 - In de Slag op de Mookerheide lijden de staatse troepen zware verliezen.

mei
- 30 - Slag bij Lillo: een Geuzenvloot onder Louis de Boisot doet een verrassingsaanval op een tussen de forten Lillo en Liefkenshoek voor anker liggend Spaans smaldeel.

juni
- 2 - Vlaardingen wordt door de Geuzen platgebrand om te voorkomen dat de stad in handen valt van de Spanjaarden.

augustus
- 30 - Goeroe Ram Das volgt Goeroe Amar Das op.
- zomer - Den Haag is bij gebrek aan vestingwerken speelbal in de op en neer golvende strijd tussen prinsgezinden en de Spanjaarden. Vele Hagenaars vluchten voor het oorlogsgeweld en het Hof van Holland en de Rekenkamer worden naar Utrecht verplaatst.

oktober
- 3 - De Spanjaarden geven het beleg van Leiden op, nadat het gebied rond de stad op bevel van Willem van Oranje onder water is gezet (Leidens ontzet).
- oktober - Slag bij de Geestbrug tussen zich vanaf Leiden terugtrekkende Spaanse vendels onder bevel van Carion Lopez Galio en Geuzen, waarbij de Spanjaarden ruim 200 man verliezen.

november
- 22 - De Spaanse ontdekkingsreiziger Juan Fernández ontdekt de Juan Fernández-archipel.
- 23 - Johan III van Nassau-Saarbrücken wordt opgevolgd door zijn achterneven Albrecht en Filips IV van Nassau-Weilburg. Ze volgen hem ook op als regent voor Johan Lodewijk I van Nassau-Idstein.

december
- 7 - De halfbroers Albrecht en Filips IV van Nassau-Weilburg verdelen de Saarbrückense erfenis: Albrecht ontvangt Ottweiler, de ambten Homburg, Kirchheim en de heerlijkheden Lahr en Mahlberg, en Filips ontvangt de graafschappen Saarbrücken en Saarwerden en de heerlijkheid Stauf.
- 12 - Murat III volgt Selim II op als sultan van het Osmaanse Rijk.
- 31 - In Amsterdam wordt de zeeman Pieter Beusemaecker gearresteerd vanwege het zingen van twee coupletten van het Wilhelmus.

zonder datum
- Lan Xang wordt een vazal van Birma.

## Bouwkunst

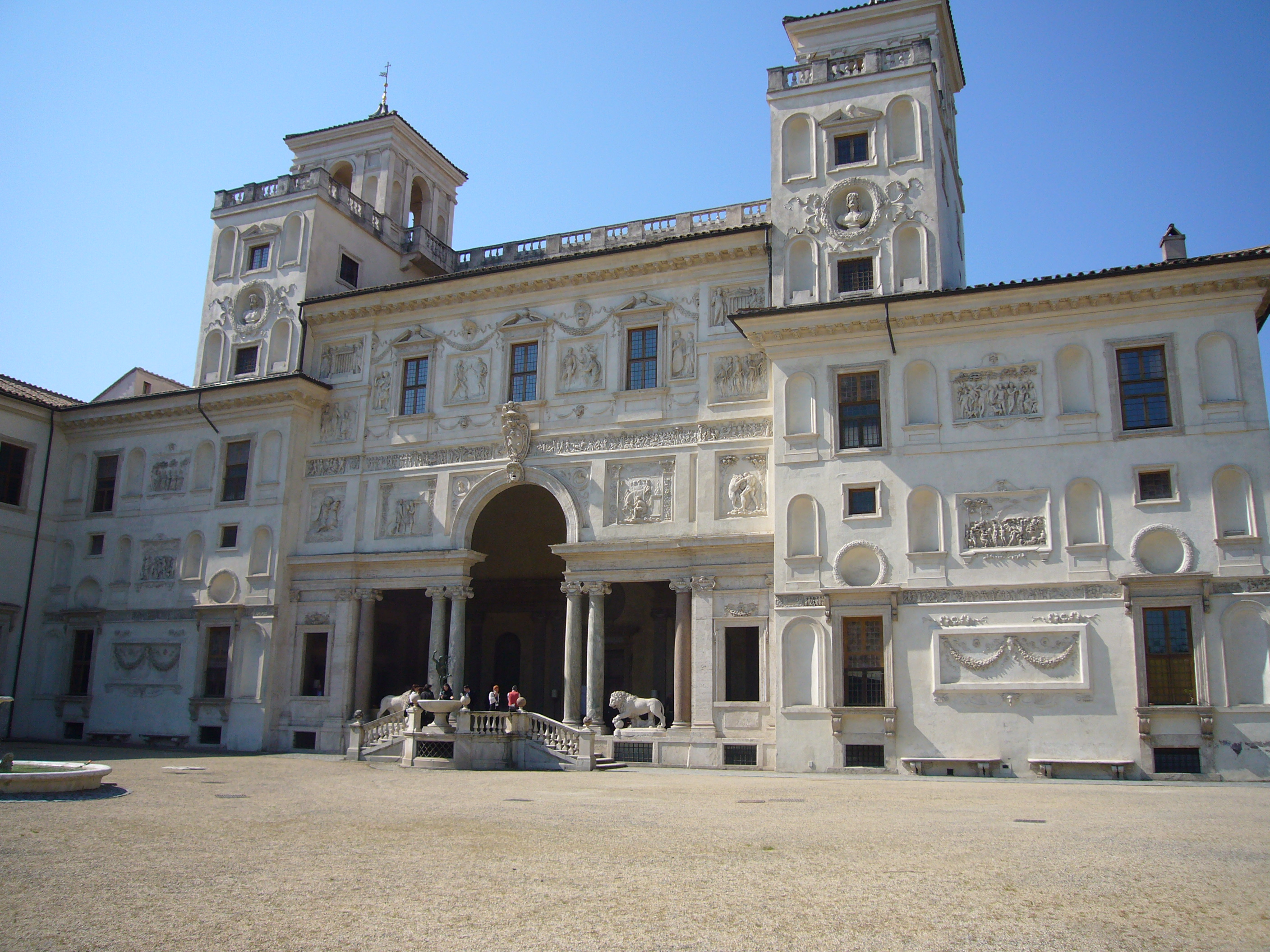
Villa Medici, Rome (1574)

## Geboren
maart
- 5 - Frederik IV, keurvorst van de Palts

mei
- 7 - Giambattista Pamfili (de latere paus Paus Innocentius X)

## Overleden
januari

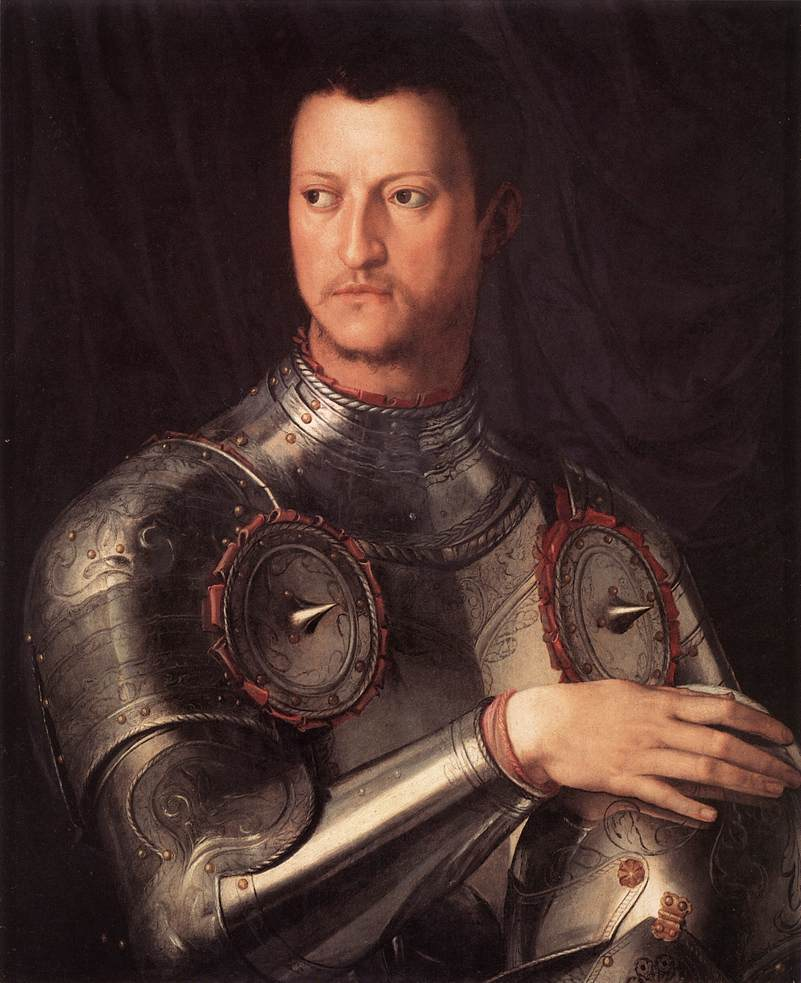
Cosimo de Medici (in 1545)

- 30 - Damião de Góis (71), Portugees diplomaat, kunstverzamelaar en humanistisch auteur

april
- 5 - Catalina Tomàs (41), Spaans heilige
- 14 - Hendrik van Nassau (23), sneuvelt tijdens de Slag op de Mookerheide
- 14 - Lodewijk van Nassau (36), sneuvelt tijdens de Slag op de Mookerheide
- 21 - Cosimo I de' Medici (54), eerste groothertog van Florence

mei
- 18 - Albertus Risaeus (64), Nederlands kerkhervormer
- 30 - Karel IX (23), koning van Frankrijk

juli
- 29 - Frans II van Waldeck-Landau (~48), Duits graaf

augustus
- 20 - Sebastian Ochsenkhun (53), luitspeler en componist

oktober
- 4 - Johann Winter von Andernach (68 of 69), Duits medicus en auteur

november
- 23 - Johan III van Nassau-Saarbrücken (63), graaf van Saarbrücken en Saarwerden

december
- 4 - Georg Joachim von Lauchen (60), Hongaars wiskundige